# Kalukhera
Kalukhera fou un estat tributari protegit del tipus thakurat garantit a l'agència de Malwa. La capital eara Kalukhera, avui a Madhya Pradesh a 23° 43′ 00″ N, 75° 02′ 0″ E / 23.71667°N,75.03333°E anomenada també Kalukheda (कालूखेड़ा) o Kalu Kheda, al tahsil de Piploda del districte de Ratlam, amb una població de 4.701 habitants de majoria jats. La superfície era de 16 km² i la població de 932 habitants vers 1901. Els ingressos s'estimaven en set mil rúpies. Els sobirans portaven el títol de rao i eren rajputs del clan khichi. Rebia tankahs de Gwalior i Indore.